# Barraquito

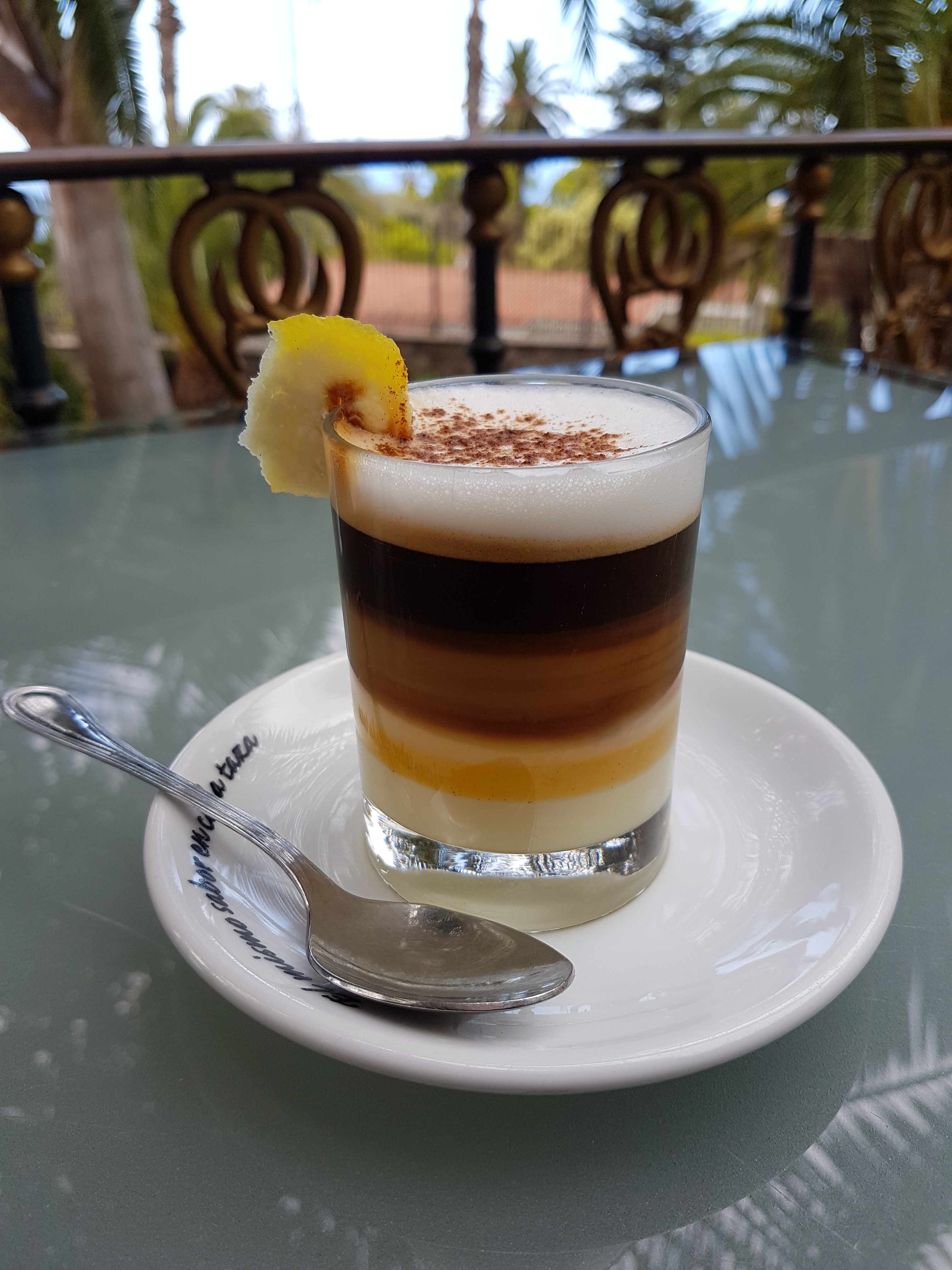
Barraquito

Barraquito – popularny słodki napój kawowy rozpowszechniony na Wyspach Kanaryjskich.

## Etymologia
Według Diccionario histórico-etimológico del habla canaria autorstwa Marciala Morera Péreza nazwa tego napoju pochodzi od pseudonimu Don Sebastiána Rubio («Barraquito» lub «Barraco»), który był stałym bywalcem Bar Imperial i zawsze zamawiał cortado z mlekiem skondensowanym w wysokiej szklance, kieliszek Licor 43, skórkę z cytryny i cynamon. Według innych źródeł miało to miejsce w Bar Paragüitas, również w Santa Cruz. 

## Skład
Barraquito podawane jest w wysokich przezroczystych szklankach, w których widoczne są warstwy:
- spienionego mleka,
- kawy,
- likieru – Licor 43,
- skondensowanego mleka.

Gotowy napój posypuje się cynamonem i ozdabia skórką z cytryny lub limonki.

## Przygotowanie
Do wysokiej szklanki wlewa się skondensowane mleko, Licor 43 oraz świeżo zaparzoną kawę. Na wierzchu układa się warstwę spienionego mleka, posypuje całość cynamonem i ozdabia skórką z cytryny.

## Warianty
- Barraquito Especial – serwowana w okolicach stolicy Teneryfy. Kawa z wyraźnie zaznaczonymi warstwami (spienione mleko, kawa, Licor 43, skondensowane mleko), posypana cynamonem i ozdobiona skórką z cytryny.
- Barraquito vírgen lub sin alcohol – barraquito bez alkoholu, czyli bez likieru.